# Peter Woodward
Peter Woodward (* 24. Januar 1956) ist ein britischer Schauspieler, Drehbuchautor und Stuntman.

## Leben
Peter Woodward ist der Sohn des Schauspielers Edward Woodward. Er hat einen Bruder und eine Schwester, die ebenfalls Schauspieler sind. Nach seinem Abschluss an der Royal Academy of Dramatic Art wurde er Mitglied der Royal Shakespeare Company. Eine bekanntere wiederkehrende Rolle hatte er als Galen in der Fernsehserie Crusade. Er ist außerdem tätig als Produzent und Drehbuchautor, beispielsweise für die mehrteilige Dokumentation Conquest im History Channel. Des Weiteren arbeitet er als Stunt Coordinator.

## Filmografie (Auswahl)
Als Schauspieler
- 1979: Testament of Youth (Fernsehserie, fünf Folgen)
- 1981: Sense and Sensibility (Fernsehserie, vier Folgen)
- 1981: Fanny by Gaslight (Fernsehserie, vier Folgen)
- 1989: Anything More Would Be Greedy (Fernsehserie, vier Folgen)
- 1990–1991: Mumins (Sprechrolle, Fernsehserie, 77 Folgen)
- 1997: The House of Angelo
- 1999: Babylon 5: Waffenbrüder (Babylon 5: A Call to Arms)
- 1999: Crusade (Fernsehserie, sechs Folgen)
- 2000: Der Patriot (The Patriot)
- 2002–2005: Charmed – Zauberhafte Hexen (Charmed, Fernsehserie, vier Folgen)
- 2005: Stargate Atlantis (Fernsehserie, Staffel 2 Folge 15)
- 2007: Babylon 5: Vergessene Legenden (Babylon 5: The Lost Tales)
- 2009–2010: Fringe – Grenzfälle des FBI (Fernsehserie, zwei Folgen)
- 2013: Dracula (Fernsehserie, zwei Folgen)
- 2017: The Last Scout
- seit 2017: Wacky Races – Autorennen Total (Wacky Races, Sprechrolle, Fernsehserie, 65 Folgen)
- 2018: Age of the Living Dead (Fernsehserie, drei Folgen)
- 2019: Dystopia (Fernsehserie, vier Folgen)
- 2021: Dolphin Island

Als Produzent
- 1997: The House of Angelo
- 2002: Conquest (Fernsehserie)

Als Autor
- 1997: The House of Angelo
- 2007: Closing the Ring – Geheimnis der Vergangenheit (Closing the Ring)
- 2010: Unthinkable – Der Preis der Wahrheit (Unthinkable)
- 2012: Anything But Christmas